# تومي روبنسون (لاعب كرة قدم)
تومي روبنسون (بالإنجليزية: Tommy Robinson)‏ (11 فبراير 1909 في المملكة المتحدة - 1 يناير 1982) هو لاعب كرة قدم بريطاني (وحمل سابقاً جنسية المملكة المتحدة لبريطانيا العظمى وأيرلندا) في مركز مهاجم داخلي. لعب مع برمنغهام سيتي ونادي بلاكبول ونادي تشيسترفيلد ونادي غيلينغهام ونادي نورثامبتون تاون ونادي والسول وGresley Rovers F.C. ‏ ولينكولن سيتي أف سي ونونيتون بورو ‏ وTunbridge Wells F.C. ‏.